# Mucropetraliella biaviculata
Mucropetraliella biaviculata is een mosdiertjessoort uit de familie van de Petraliellidae. De wetenschappelijke naam van de soort is voor het eerst geldig gepubliceerd in 1887 door Waters.